# قانون اساسی لسوتو
قانون اساسی لسوتو، بالاترین سند حقوقی حاکم بر پادشاهی لسوتو است. این قانون چارچوب قانونی ساختار دولت را تعیین کرده و حقوق تضمین‌شدهٔ شهروندان را مشخص می‌سازد. قانون اساسی کنونی در سال ۱۹۹۳ به تصویب رسید و هدف آن توزیع قدرت میان سه قوهٔ حکومتی، در عین حفظ جایگاه سلطنت بود.از زمان تصویب، این قانون تاکنون پنج بار اصلاح شده‌است.

## محتوا
قانون اساسی لسوتو شامل پانزده فصل، ۱۶۶ ماده و سه پیوست است.
فصل ۱: پادشاهی و قانون اساسی آن در این فصل، پادشاهی لسوتو به عنوان یک کشور مستقل و دموکراتیک معرفی شده و قلمرو آن تعیین می‌گردد. ماده ۲، قانون اساسی را به عنوان عالی‌ترین منبع قانون کشور اعلام می‌کند. همچنین زبان‌های رسمی کشور سوتو و انگلیسی تعیین شده‌اند.
فصل ۲: حمایت از حقوق بنیادین بشر و آزادی‌ها این فصل همچون منشور حقوق شهروندی عمل می‌کند و حقوقی نظیر حق حیات، آزادی شخصی، برابری در برابر قانون، آزادی بیان، آزادی اجتماعات، آزادی وجدان و آزادی از رفتار غیرانسانی، بردگی، تفتیش خودسرانه، ضبط اموال و تبعیض را تضمین می‌نماید. این حقوق برای تمام افراد ساکن لسوتو فارغ از نژاد، جنسیت، زبان، دین، نظر سیاسی، ملیت یا دارایی تضمین شده‌اند.
فصل ۳: اصول سیاست‌های دولتی این فصل، اصول سیاست‌گذاری کشور را مشخص می‌کند و دولت را موظف می‌سازد سیاست‌هایی در جهت ترویج برابری و عدالت اتخاذ کند. حمایت از سلامت، آموزش، شرایط کاری، حقوق قربانیان و نیز حفاظت از کودکان، افراد دارای معلولیت، گروه‌های فرهنگی به حاشیه رانده شده و محیط زیست در این فصل مورد تأکید قرار گرفته است.
فصل ۴: تابعیت شرایط تابعیت لسوتو در این فصل توضیح داده شده است. افرادی که طبق فرمان تابعیت لسوتو ۱۹۷۱ شهروند محسوب می‌شدند، تابعیت خود را حفظ می‌کنند. همچنین، افرادی که پس از تصویب قانون اساسی در لسوتو متولد شوند یا از والدین/همسران اهل لسوتو باشند نیز شهروند تلقی می‌شوند. پارلمان می‌تواند شرایطی برای اعطای تابعیت به سایر افراد تعریف کند.
فصل ۵: پادشاه این فصل به جایگاه پادشاه در قالب یک سلطنت مشروطه می‌پردازد. پادشاه رئیس کشور محسوب می‌شود، اما تابع قانون اساسی باقی می‌ماند. شورای رؤسا مسئول تعیین جانشین پادشاه و نایب‌السلطنه است. پادشاه و نایب‌السلطنه از پرداخت مالیات معاف هستند.
فصل ۶: پارلمان ساختار و وظایف مجلس لسوتو در این فصل مشخص شده است. پارلمان متشکل از پادشاه لسوتو، مجلس سنای لسوتو و مجلس ملی لسوتو است. اعضای مجلس سنا توسط پادشاه منصوب می‌شوند، در حالی که اعضای مجلس ملی از طریق نظام انتخاباتی ترکیبی انتخاب می‌گردند. این فصل همچنین مناصبی مانند رئیس و نایب‌رئیس سنا و معاون رئیس مجلس ملی را تعریف می‌کند و کمیسیون مستقل انتخابات را برای تضمین سلامت انتخابات تشکیل می‌دهد.
فصل ۷: اصلاح قانون اساسی فرآیند اصلاح قانون اساسی در این فصل تعریف شده است. تنها پارلمان می‌تواند لوایح اصلاحی به پادشاه پیشنهاد دهد.
فصل ۸: قوه مجریه در این فصل، اختیارات اجرایی کشور تعریف شده‌اند. پادشاه رئیس قوه مجریه است، اما باید نخست‌وزیر را از حزب اکثریت مجلس ملی منصوب کند. همچنین یک هیئت دولت برای مشاوره به پادشاه و اداره پارلمان و نیز شورای کشور برای کمک به پادشاه تشکیل می‌گردند. دیگر نهادها مانند دبیر دولت، دادستان کل، رئیس دادستانی، و شورای رؤسا نیز در این فصل نام برده شده‌اند.
فصل ۹: زمین اختیار واگذاری زمین به پادشاه واگذار شده است، اما پارلمان می‌تواند مقرراتی برای تنظیم آن وضع کند.
فصل ۱۰: امور مالی سیستم مالی کشور در این فصل تشریح شده و تمامی درآمدهای دولتی به «صندوق تلفیقی» واریز می‌شود که برداشت از آن فقط با تصویب بودجه توسط پارلمان امکان‌پذیر است، مگر در مواقع اضطراری که صندوق اضطراری لازم است.
فصل ۱۱: قوه قضاییه قوه قضاییه در این فصل شامل دادگاه تجدیدنظر، دادگاه عالی، دادگاه‌های فرعی و دادگاه‌های پارلمانی تعریف می‌شود. قاضیان دادگاه عالی توسط پارلمان منصوب شده و دارای امنیت شغلی هستند و تنها در صورت اثبات رفتار ناشایست عزل می‌شوند.
فصل ۱۱الف: کمیسیون حقوق بشر این فصل تشکیل کمیسیون مستقل حقوق بشر را پیش‌بینی کرده است که وظیفه آن نظارت بر وضعیت حقوق بشر و ارائه گزارش سالانه به پارلمان برای اصلاحات است.
فصل ۱۲: دادرس ویژه (آمبودزمان) در این فصل آمبودزمان (دادرس عمومی) معرفی شده که وظیفه آن رسیدگی به شکایات علیه نهادها و مقامات دولتی است.
فصل ۱۳: خدمات عمومی سازمان خدمات عمومی و ساختارهای مربوطه همچون کمیسیون خدمات عمومی، نیروی پلیس، دادگاه‌های نظامی، دستگاه امنیت ملی، خدمات اصلاحی، خدمات آموزشی و نیروهای مسلح در این فصل تعریف شده‌اند.
فصل ۱۴: مقررات متفرقه مسائلی که در فصل‌های قبلی به آن پرداخته نشده، مانند استعفای کارمندان دولتی یا تفسیرهای خاص از متن قانون، در این فصل ذکر شده است.
فصل ۱۵: مقررات گذار و موقت این فصل مشخص می‌سازد که قوانین پیشین تا تصویب قوانین جدید به قوت خود باقی خواهند بود و مقامات فعلی همچنان در سمت‌های خود باقی می‌مانند. سایر نهادها و مناصب جدید نیز بلافاصله تأسیس می‌شوند.

### پیامدها
بسیاری از پژوهشگران قانون اساسی لسوتو را پاسخی به سیاست‌های آپارتاید در آفریقای جنوبی می‌دانند. اگرچه این قانون شامل منشور حقوق، آمبودزمان و کمیسیون حقوق بشر است، اما سلطه نظام مردسالارانه همچنان در کشور محسوس است. قانون اساسی ۱۹۹۳ به شدت از قانون اساسی دوران استعمار (باسوتولند) تأثیر گرفته و هدف آن ایجاد هویت ملی و فرهنگی مستقل از آفریقای جنوبی بوده، گرچه کارایی آن مورد تردید قرار گرفته است.